# Eternity (profumo)
Eternity è uno dei più famosi profumi del mondo. È stato introdotto nel mercato nel 1988 dalla Calvin Klein.
Creato dalla profumiera Sophia Grojsman, Eternity ha vinto il riconoscimento come "Profumo per donna di maggior successo" al FiFi Awards del 1989 e nel 2003 è stato inserito anche nella prestigiosa Fragrance Hall of Fame. 
La versione maschile di Eternity è stata creata dal profumiere, e commercializzata nel 1989. Altre varianti del profumo sono Eternity Love (2004), Eternity Moment (2005) ed Eternity Summer (2006).